# Бородино (Локнянский район)
Бородино́ — деревня в Локнянском районе Псковской области России. 
Входит в состав Михайловской волости.
Расположена на берегу реки Локня, в 2 км к востоку от райцентра Локня.

## Население
| 2001 | 2002 | 2010 |
| ---- | ---- | ---- |
| 138  | ↘105 | ↘88  |

Численность населения деревни по оценке на начало 2001 года составляла 138 жителей.

## История
С января 1995 до апреля 2015 года деревня входила в состав ныне упразднённой Локнянской волости.